# San Francisco Atecacalax
San Francisco Atecacalax är en ort i Mexiko.   Den ligger i kommunen Ayotoxco de Guerrero och delstaten Puebla, i den sydöstra delen av landet, 190 km öster om huvudstaden Mexico City. San Francisco Atecacalax ligger 381 meter över havet och antalet invånare är 283.
Terrängen runt San Francisco Atecacalax är varierad. Runt San Francisco Atecacalax är det ganska tätbefolkat, med 134 invånare per kvadratkilometer. Närmaste större samhälle är Tlapacoyan, 18,4 km öster om San Francisco Atecacalax. I omgivningarna runt San Francisco Atecacalax växer i huvudsak städsegrön lövskog.